# Ona była piękna.
Ona była piękna. (kor.: 그녀는 예뻤다, MOCT: Geunyeoneun yeppeodda; dosł. Była ładna; znana także jako She Was Pretty) – południowokoreański serial telewizyjny wyprodukowany w 2015 roku. Główne role odgrywają w nim Hwang Jung-eum, Park Seo-joon, Choi Siwon oraz Go Joon-hee. Serial był emitowany na kanale MBC od 16 września 2015 roku, w każdą środę i czwartek o 21:55.
Seria ta była kolejną produkcją w której Park Seo-joon i Hwang Jung-eum grali razem. Ta para aktorów pracowała wspólnie także w serialu Kill Me, Heal Me. Ponadto Hwang Jung-eum i Go Joon-hee występowały wcześniej razem w serialu Nae ma-eumi deulrini (Can You Hear My Heart).
Serial jest dostępny z napisami w języku polskim za pośrednictwem platformy Viki, pod tytułem Ona była piękna..

## Fabuła
W wyniku zbiegu okoliczności, dwójka przyjaciół z dzieciństwa spotyka się po latach w jednej pracy. Każde z nich jednak przez te wszystkie lata przeszło swoistą przemianę zarówno osobowościową jak i fizyczną.
Kim Hye-jin, niegdyś piękna dziewczyna z dość zamożnej rodziny, przeżywa bolesną stratę gdy upada rodzinny interes, a w miarę dojrzewania traci również swą urodę. Z kolei Ji Sung-joon, niegdyś mało atrakcyjny dzieciak z niską samooceną, wyrasta na przystojnego wydawcę, któremu dobrze się wiedzie.
Gdy ta dwójka decyduje się na spotkanie po latach, Sung-joon nie jest w stanie rozpoznać Hye-jin. Zawstydzona własnym wizerunkiem i zmartwiona, że nie reprezentuje sobą tego co zwykła, Hye-jin prosi swoją atrakcyjną najlepszą przyjaciółkę, Ha-ri, by podała się za nią w trakcie ich spotkania. Sprawa jednak komplikuje się, gdy Hye-jin zostaje w pracy przeniesiona do działu firmy zajmującej się publikowaniem magazynu mody The Most, a której głównym zarządcą jest Sung-joon. Tam otwarcie okazuje on swoją niechęć do nowej pracownicy, którą uważa za wysoce niekompetentną i ciągle przysparzającą problemów innym pracownikom, nie będąc świadomym kim Hye-jin naprawdę jest. W tym czasie Ha-ri w dalszym ciągu spotyka się z Sung-joonem podając się za Hye-jin i wkrótce zaczyna do niego coś czuć.

## Obsada

### Główna
- Hwang Jung-eum jako Kim Hye-jin – świeżo upieczona pracownica magazynu mody, o której nie ma najmniejszego pojęcia. Mieszka razem ze swoją najlepszą przyjaciółką, Ha-ri.
- Park Seo-joon jako Ji Sung-joon – przyjaciel z dzieciństwa i pierwsza miłość Hye-jin. Niegdyś gruby dzieciak z niską samooceną, cierpiący na traumę powypadkową, w którym zginęła jego matka. Po jakimś czasie wraz z rodziną przeprowadza się do Ameryki, gdzie przez pewien czas jeszcze wymienia listy z Hye-jin. Po latach wraca do Korei, by przejąć zarządzanie w podupadającym magazynie mody The Most, dla którego jest ostatnią deską ratunku.
- Choi Siwon jako Kim Shin-hyuk – jeden z reporterów w magazynie The Most. Ma bardzo specyficzne poczucie humoru i lubi sobie stroić żarty z innych reporterów pracujących w redakcji, zwłaszcza z Hye-jin, którą nazywa Jacksonem. Mimo niepozornego wyglądu i prostego zachowania ceni sobie prywatność - nikt z jego współpracowników nie wie, że mieszka w ekskluzywnym hotelu (w tym, w którym pracuje Ha-ri).
- Go Joon-hee jako Min Ha-ri – atrakcyjna przyjaciółka Hye-jin. Jest menadżerką ekskluzywnego hotelu. Prywatnie prowadzi dość rozwiązłe życie, spotyka się z wieloma mężczyznami. Jej ojciec ożenił się ponownie, a Ha-ri nie ma dobrych relacji z macochą.

### Postaci drugoplanowe
- Hwang Seok-jeong jako Kim Ra-ra, szefowa wydawnictwa.
- Shin Dong-mi jako Cha Joo-young
- Ahn Se-ha jako Kim Poong-ho
- Park Yu-hwan jako Kim Joon-woo
- Kang Soo-jin jako Joo Ah-reum
- Shin Hye-seon jako Han Seol
- Kim Ha-gyoon jako Boo Jong-man, kierownik działu w którym wcześniej pracowała Hye-jin.
- Jo Chang-geun jako Gwang Hee
- Jin Hye-won jako Lee Seol-bi
- Cha Jung-won jako Seon Min
- Bae Min-jung jako Lee Gyeong
- Im Ji-hyun jako Eun Young

#### Rodzina Hye-jin
- Park Choong-sun jako Kim Jong-sub, ojciec Hye-jin, niegdyś prowadził drukarnię, która zbankrutowała.
- Lee Il-hwa jako Han Jung-hye, matka Hye-jin.
- Jung Da-bin jako Kim Hye-rin, młodsza siostra Hye-jin.

#### Rodzina Ha-ri
- Lee Byung-joon jako Min Yong-gil, ojciec Ha-ri.
- Yoon Yoo-sun jako Cha Hye-jung
- Seo Jung-yeon jako Na Ji-sun

### Gościnnie
- Ahn Sang-tae jako pracownik sklepu (odcinek 1)
- Ray Yang jako kobieta, która została pomylona z Hye-jin (odcinek 1)
- Kang Sung jako chłopak Ha-ri (odcinki 1-3)
- Kim Sung-oh jako mężczyzna w barze (odcinek 3)
- Park Hyung-sik (odcinek 5)
- Lee Joon-gi (odcinek 9)
- Seo In-guk (odcinek 9)